# Petre Roșca
Petre Roșca, född den 22 oktober 1922 i Ploiești i Rumänien, död i mars 1981, var en rumänsk ryttare.
Han tog OS-brons i lagtävlingen i dressyren i samband med de olympiska ridsporttävlingarna 1980 i Moskva.